# 1895 na televisão

## Nascimentos
| Data            | Nome                | Profissão             | Nacionalidade  | Observações | Ref    |
| --------------- | ------------------- | --------------------- | -------------- | ----------- | ------ |
| 7 de fevereiro  | Anita Stewart       | atriz                 | Estados Unidos | m. 1961     | [ 1 ]  |
| 19 de fevereiro | Louis Calhern       | ator                  | Estados Unidos | m. 1956     | [ 2 ]  |
| 27 de fevereiro | Edward Brophy       | ator                  | Estados Unidos | m. 1960     | [ 3 ]  |
| 28 de fevereiro | Marcel Pagnol       | dramaturgo e cineasta | Estados Unidos | m. 1974     | [ 4 ]  |
| 3 de março      | Juanita Hansen      | atriz                 | Estados Unidos | m. 1961     | [ 5 ]  |
| 3 de março      | Robert Gordon       | ator                  | Estados Unidos | m. 1971     | [ 6 ]  |
| 11 de março     | Shemp Howard        | ator e comediante     | Estados Unidos | m. 1955     | [ 7 ]  |
| 9 de maio       | Richard Barthelmess | ator                  | Estados Unidos | m. 1963     | [ 8 ]  |
| 5 de junho      | William Boyd        | ator                  | Estados Unidos | m. 1972     | [ 9 ]  |
| 21 de julho     | Ken Maynard         | ator e dublê          | Estados Unidos | m. 1973     | [ 10 ] |
| 23 de julho     | Florence Vidor      | atriz                 | Estados Unidos | m. 1977     | [ 11 ] |
| 26 de julho     | Gracie Allen        | atriz e comediante    | Estados Unidos | m. 1964     | [ 12 ] |

## Mortes
| Data | Nome | Profissão | Nacionalidade | Observações | Ref |
| ---- | ---- | --------- | ------------- | ----------- | --- |